# Hromada (partit polític)
L'Associació Panucraïnesa Hromada (ucraïnès Всеукраїнське об'єднання "Громада") és un partit polític ucraïnès. A les eleccions al Parlament d'Ucraïna de 1998 va obtenir el 4,7% dels vots i 16 escons proporcionals i 8 esconss individuals al parlament d'Ucraïna, la Rada Suprema. El partit és dirigit per l'ex primer ministre Pavlo Lazarenko. A les eleccions al Parlament d'Ucraïna de 2006 va participar en el Bloc Lazarenko.

## Història
Fou creat el 1994 per Oleksandr Turtxínov i Pavlo Lazarenko, ex primer ministre d'Ucraïna. A les eleccions al Parlament d'Ucraïna de 1998 va obtenir 24 escons al Parlament d'Ucraïna (Rada Suprema) gràcies als bons resultats a la província de Dnipropetrovsk.
Quan Lazarenko van fugir als Estats Units la primavera de 1999 per a evitar les investigacions per malversació de fons els membres de les diferents faccions van deixar el partit per unir-se a altres faccions parlamentàries, entre ells la futura primera ministra d'Ucraïna Iúlia Timoixenko, qui va crear la Unió Panucraïnesa "Pàtria"
La facció Hromada es va dissoldre al Parlament d'Ucraïna el 29 de febrer de 2000 perquè no estava en condicions de complir el requisit mínim de catorze membres.

## Bloc Lazarenko
A les eleccions al Parlament d'Ucraïna de 2006 Hromada va participar en el "Bloc Lazarenko" (format per Hromada, Unió Socialdemòcrata i el Partit Socialdemòcrata d'Ucraïna), però només va rebre 76.950 vot, un 0,30%, de manera que no entraren al Parlament. Nogensmenys van obtenir el tercer lloc al Consell de la província de Dnipropetrovsk on Ivan Lazarenko, germà de Pavlo, n'és vicepresident.
A les eleccions al Parlament d'Ucraïna de 2007 el partit no va participar pel fet que la Comissió Electoral Central d'Ucraïna es va negar a inscriure als candidats de Hromada com a candidats perquè no va notificar a la Comissió Electoral Central la veritable data del seu Congrés. El partit té previst participar en les futures eleccions en un bloc electoral amb la Unió Socialdemocrata, que tampoc no va participar en les eleccions de 2007.